# Silje Storstein
Silje Storstein, född 30 mars 1984 i Oslo, är en norsk skådespelare. Hon är dotter till skådespelaren Are Storstein.
Silje Storstein filmdebuterade i titelrollen i den internationellt uppmärksammade långfilmen och TV-serien Sofies värld (1999). Hon utbildade sig vid Statens Teaterhøgskole i Oslo 2005–2008 och har sedan verkat vid bland annat Det norske teatret, Nationalteatret och Trøndelag Teater i framträdande roller i en mängd uppsättningar, till exempel som Wendy i Peter Pan (2009) och Julia i Romeo och Julia (2010).

## Filmografi (urval)
- 1999 – Sofies värld
- 2004 – Första kärleken
- 2007 – Mars och Venus